# Kean (Sartre)
Pour les articles homonymes, voir Kean.
Kean est une adaptation en cinq actes et six tableaux par Jean-Paul Sartre de la pièce d'Alexandre Dumas, Kean, ou Désordre et génie (1836). Cette nouvelle version, conçue par Sartre pour le comédien Pierre Brasseur, a été créée le 14 novembre 1953 au théâtre Sarah-Bernhardt.
Elle a été reprise en 1983 par Jean-Claude Drouot au théâtre de l'Athénée-Louis-Jouvet puis par Jean-Paul Belmondo en 1987 au  théâtre Marigny, pour son retour sur scène après 28 ans d'absence. En 2019, Alain Sachs signe une nouvelle mise en scène avec Alexis Desseaux dans le rôle titre. Elle sera jouée au théâtre 14, au Théâtre de l'Œuvre et au théâtre de l'Atelier, s'en suivra une tournée nationale. La pièce obtiendra cinq nominations aux Molières 2019.

## Argument
À Londres au XIXe siècle, Edmund Kean est un comédien shakespearien adulé. Don Juan invétéré, il amuse par sa faconde et son esprit la bonne société londonienne. Eléna, la charmante épouse de l’ambassadeur du Danemark est éprise de l’acteur. Le prince de Galles apprend que cet émoi est réciproque, et lui propose de renoncer à cette idylle contre une forte somme d'argent.

## Analyse de l’œuvre
Sartre s'intéresse ici principalement à la perception de l'acteur — qui ne parvient pas à être naturel, ne peut s’empêcher de jouer un rôle — et au théâtre de la société, représenté ici par les conventions bourgeoises du XIXe siècle. Le philosophe condamne l'hypocrisie et le rôle que nous jouons en permanence dans notre société.

## Citation
- Kean : « Voilà donc le soleil. Il faudra que je m'y habitue. Celui de Kean était peint sur une toile. Salomon, le ciel de Londres était une toile peinte : tous les matins, tu levais les rideaux, je levais la tête et je voyais... Ah ! Je ne sais plus ce que je voyais ! Quand l'homme est faux, tout est faux autour de lui. Sous un faux soleil, le faux Kean criait les fausses souffrances de son faux cœur. Aujourd'hui, cet astre est véritable. Comme elle est morne la vraie lumière. Dis, Salomon, la vérité, ça ! C'est vrai, c'est vrai que je suis un homme fini. Je n'arrive pas à y croire. Il y a des moments où j'ai le sentiment que je vais tout comprendre et puis ça s'évanouit. (Un temps) Prête-moi cent florins, donne la moitié aux domestiques et renvoie-les sur-le-champ. Garde l'autre pour toi. J'attendrai la police dans ce fauteuil. » (V, 2)

## Quelques productions

### Théâtre Sarah-Bernhardt, 1953
- Pierre Brasseur : Kean
- Claude Gensac : Elena
- Roger Pigaut : le Prince de Galles
- Marie-Olivier : Anna Damby
- Camille Fournier : Amy
- Henri Nassiet : le comte de Koefeld
- Jacques Hilling : Salomon

Mise en scène : Pierre Brasseur
Décors : Alexandre Trauner

### Théâtre Marigny, 1987
- Jean-Paul Belmondo  : Kean
- Béatrice Agenin  : Elena
- Michel Beaune : Salomon
- Gabriel Cattand : le comte de Koefeld
- Sabine Haudepin : Anna
- Pierre Vernier  : le prince de Galles
- Danielle Volle : Amy
- Bernard Dumaine
- Hubert Noël

Mise en scène : Robert Hossein
Décors : Pierre Simonini
Costumes : Sylvie Poulet

### Théâtre 14, Théâtre de l'Œuvre, Théâtre de l'Atelier, 2019-2021
- Alexis Desseaux : Kean
- Sophie Bouilloux : Elena
- Frédéric Gorny : le Prince de Galles
- Justine Thibaudat : Anna Damby
- Stéphane Titeca : Salomon
- Jacques Fontanel / Marc Schapira : le comte de Koefeld
- Eve Herszfeld
- Pierre Benoist

Mise en scène : Alain Sachs
Décors : Sophie Jacob
Costumes : Pascal Bordet assistée de Solenne Laffitte

## Autour de l’œuvre
- Pierre Brasseur avait incarné quelques années plus tôt au cinéma le créateur de la pièce originale, Frédérick Lemaître, dans Les Enfants du Paradis (1945) de Marcel Carné.
- Un extrait de la pièce (acte IV, 5e tableau, scène 2) a été proposé au baccalauréat 2009, série littéraire.